# Torneo WTA de Japón 2019
El Hana-cupid Japan Women's Open 2019 fue un torneo de tenis femenino que se jugó en pistas duras y fue parte de los torneos internacionales WTA de la WTA Tour 2019. Se llevó a cabo en la ciudad de Hiroshima (Japón) del 9 al 15 de septiembre de 2019.

## Distribución de puntos
| Modalidad           | Campeona | Finalista | Semifinales | Cuartos de final | 2.ª ronda | 1.ª ronda | Clasificadas | 3.ª ronda de clasificación | 2.ª ronda de clasificación | 1.ª ronda de clasificación |
| Individual femenino | 280      | 180       | 110         | 60               | 30        | 1         | 18           | 14                         | 10                         | 1                          |
| Dobles femenino     | 280      | 180       | 110         | 60               | -         | 1         | -            | -                          | -                          | -                          |

## Cabezas de serie

### Individuales femenino
| Tenista              | Ranking | Preclasificada |
| Su-Wei Hsieh         | 28      | 1              |
| Veronika Kudermétova | 51      | 2              |
| Alison Van Uytvanck  | 68      | 3              |
| Anastasia Potapova   | 72      | 4              |
| Tatjana Maria        | 79      | 5              |
| Zarina Diyas         | 80      | 6              |
| Sara Sorribes        | 83      | 7              |
| Laura Siegemund      | 90      | 8              |

- Ranking del 26 de agosto de 2019.[2]

### Dobles femenino
| Tenista                               | Ranking | Preclasificada |
| Eri Hozumi Makoto Ninomiya            | 122     | 1              |
| Kirsten Flipkens Alison Van Uytvanck  | 126     | 2              |
| Mihaela Buzărnescu Katarina Srebotnik | 142     | 3              |
| Georgina García Pérez Sara Sorribes   | 177     | 4              |

## Campeonas

### Individual femenino
Nao Hibino venció a  Misaki Doi por 6-3, 6-2

### Dobles femenino
Misaki Doi /  Nao Hibino vencieron a  Christina McHale /  Valeria Savinykh por 3-6, 6-4, [10-4]